# 勒莫因鎮區 (伊利諾伊州麥克多諾縣)
勒莫因鎮區（英語：Lamoine Township）是位於美國伊利諾伊州麥克多諾縣的一個行政鎮區。

## 地方資料
根據2010年美國人口普查的數據，勒莫因鎮區的面積為95.80平方千米，當中陸地面積為95.80平方千米，而水域面積為0.00平方千米。當地共有人口492人，而人口密度為每平方千米5.14人。